# 保羅·迪哥夫
保羅·迪哥夫（1972年11月1日—），是一名蘇格蘭足球員，司職前鋒，退役後出任領隊，曾分別執教奧咸和唐卡士打。
迪哥夫的足球生涯在阿仙奴展開，球會在1994年贏得歐洲盃賽冠軍盃冠軍，他亦因而取得這項殊榮。1996年，未能取得正選位置的他轉投甲級聯賽球會曼城，他總共在曼城度過了6個球季，經歷了兩次升班和降班，期間曾在3個不同聯賽中作賽。2002年，他加盟李斯特城後兩個球季，於2004年又轉會至取得歐協盃參賽資格的布力般流浪。隨著，他在2006年被布力般流浪終止合約後，他再次加盟曼城。
2000年，他在對聖馬力諾的賽事中首次代表蘇格蘭上陣。他總計代表蘇格蘭上陣10次，攻入1球。

## 生平

### 球會
阿仙奴
迪哥夫出生於西洛錫安行政中心利雲斯頓，他曾代表蘇格蘭出戰1989年世界少年足球錦標賽並打入決賽，他在賽事中的表現吸引到阿仙奴的注意，最終他在1989年7月以學徒球員身份加盟這支倫敦球會。1993年3月20日，他在對修咸頓的英超賽事中首次代表阿仙奴正選上陣。其後，他先後被外借至盧頓和白禮頓。
他在球季結束前重返阿仙奴，並於阿仙奴以1-0的比分擊敗帕爾馬的歐洲盃賽冠軍盃決賽中擔任後備。由於，伊恩·胡禮、保羅·麥臣和奇雲·甘保早已穩佔正選位置的關係，使他最終要轉投其他球會。他在效力阿仙奴的3年間，總共上陣了25場賽事，大部分是後備入替，及攻入6球。
曼城
1996年8月22日，迪哥夫以介乎75萬英鎊至100萬英鎊的身價轉會至曼城，亦是時任領隊阿倫·波爾最後簽入的球員。8月24日，他在對史篤城賽事中後備入替而處子上陣，球會最終以1-2的比分不敵對手，亦成為阿倫·波爾的最後一場賽事。迪哥夫在接著對查爾頓的賽事中首次正選上陣，最終協助球會以2-1的比分擊敗對手。迪哥夫加盟曼城時正值球會的動蕩時期：他在曼城的首個球季曾在5位領隊麾下作賽過（3位領隊和兩位代理領隊）。他在阿薩·哈特福德、史提夫·郭甫和菲臘‧尼路的帶領下是正選球員，他在法蘭·奇勒麾下則較少上陣，最終他在該季上陣了25場聯賽賽事並攻入5球。1997/98球季初，他在一隊雖然並未起到重要作用，不過由於烏韋·路斯拿和李爾·巴貝利先後受傷，迪哥夫因而重奪正選位置。球季結束後，他以9球成為球隊首席射手，但是球會在聯賽因為排第22位而需要降班，這是球會史上首次降班至第三級別聯賽作賽。
1998/99球季，迪哥夫性質是以支援拍檔沙恩·葛達進攻為主，他在該季所有競賽中總共射入16球，包括在對林肯城的賽事中大演帽子戲法。他的第16次入球特別重要，這球是在對基寧咸的升班附加賽中的補時期間攻入的，他在95分鐘的入球，使到賽事需要加時，最終球隊贏得升班甲級聯賽的資格。這次入球是由迪哥夫婚禮的男儐相文森特·巴特姆作出傳送的，同時亦在2005年曼城所主持的民意調查中被評為曼城歷來最偉大的入球（City's Greatest Ever Goal）。
1999/00球季，迪哥夫繼續穩佔正選席位。他正選上陣了頭15場聯賽賽事，儘管他在1999年9月26日因一次面部受傷而失去了一顆牙齒。10月27日，他在對葉士域治的賽事中膝部韌帶受傷而使其正選的道路終止。由於球會需要填補迪哥夫空缺的關係，所以球會簽入了羅拔·泰萊，使得在球季的下半段中，迪哥夫大多只能以後備形式上陣，其中包括以4-1的比分擊敗布力般流浪的賽事，他更攻入其中的第3球，使球會得以升班英超。
2000/01球季，當曼城重返英超後，先後簽入了前國際足協世界足球先生佐治·韋亞和哥斯達黎加國腳保羅·雲祖柏，看來會使到迪哥夫上陣機會減少。然而，他在隊中卻能佔一席位，他的表現吸引了時任蘇格蘭領隊奇治·布朗的注意，使迪哥夫首次被蘇格蘭徵召。
2001/02球季，曼城再次降班，時任領隊祖·萊爾被奇雲·基瑾所取代。迪哥夫開始發現他在球會的上陣機會大幅減少，尤其是當球隊已經擁有保羅·雲祖柏、沙恩·葛達和戴倫·亨格比等前鋒。2002年2月22日，失寵的他最終以15萬英鎊身價轉投李斯特城。
李斯特城
迪哥夫在對打比郡的賽事中首次代表球會正選上陣，最終球會以0-3的比分落敗。他在對布力般流浪的賽事中第6次代表球會上陣並梅開二度兼取得處子入球，使球會以2-1的比分擊敗對手，取得4個月來的首場勝仗。然而，他只能在這球季裡再攻入多兩球。球季結束後，球會排在榜尾並降班。
2002/03球季，他攻入了生涯新高20球，協助李斯特城迅速返回前列位置，最終球會成績不及樸茨茅夫而僅獲亞軍。
2003/04球季，他總共攻入了13球，李斯特城卻又再次降班。迪哥夫拒絕了李斯特城提出的一份較好的合約並行使合約中允許以象徵式費用轉投英超球會的條款，最終他轉投布力般流浪。
布力般流浪
2004年8月14日，迪哥夫在對西布朗的賽事的下半場時入而處子上陣。他在接著對修咸頓的賽事中取得處子入球，不過最終仍以2-3的比分不敵對手。他參與了2004/05球季的大部分賽事，除了因膝部受傷而在球季後期缺席了數週。該季，他總共攻入10球。2005/06球季，迪哥夫發現他難以保留其正選位，因為時任領隊馬克·曉士在夏天時買入前鋒奇治·比拿美和沙菲基·古基。迪哥夫在對韋斯咸的賽事中領到一面紅牌，使他在球季的第一個月缺席了大部分賽事。他在秋天時再次代表一隊上陣，不過他的上陣次數開始變得更少。2006年夏天，他的合約被會方所終止。
重返曼城
2006年5月26日，迪哥夫再次加盟曼城並簽訂兩年合約。2006/07球季，他在球會以0-3的比分不敵車路士的賽事中後備入替而處子上陣。其後，他正選上陣了3場賽事，其中包括以1-0的比分擊敗他的母會阿仙奴的賽事。
迪哥夫在這季遭受到不同的傷患所困擾，包括背部問題、膝部受傷和腳趾受傷，使他缺陣了四個月。他在2006/07球季正選上陣了9次和後備入替7次，不過卻連一球攻不進。2007年5月，他宣佈在退役後他有興趣於從事教練工作。8月，他被曼城放上轉會名單上。2007年8月31日，他被球會外借至水晶宮3個月。9月7日，他在對水晶宮屬會巴爾的摩水晶宮的友賽中首次上陣並打足90分鐘。
2008年1月31日，迪哥夫被外借至黑池直至5月。兩日後，他在布隆菲爾德路球場對前球會李斯特城的賽事進行至70分鐘時後備入替而處子上陣，並在89分鐘攻入致勝球，協助球隊以2-1的比分擊敗對手這是他自2006年1月2日以來的首次入球。他在頭5場賽事中攻入了5球，因而在3月4日被PFA提名為2月的英冠球迷本月最佳球員（Fans Championship Player of the Month）。最終，他在這借用期間上陣11場賽事並攻入6球。球季結束後，他被曼城所放棄。
重返李斯特城
迪哥夫曾拒絕李斯特城在一週前的初步出價，其後又考慮了多倫多FC和黑池的出價後，他最終於2008年8月7日決定再次加盟李斯特城並簽訂兩年合約。2008年8月9日，他在球會以2-0擊敗米爾頓凱恩斯的主場賽事中處子上陣。8月27日，他在聯賽盃對富咸的賽事中攻入其處子入球，不過仍然以2-3的比分敗給對手。
2009年8月28日，他被外借至打比郡直至1月。
他在打比郡的借用期後，他在2010年1月重返李斯特城。2010年1月1日，他被球會所放棄。
列斯聯
2010年2月9日，迪哥夫前往列斯聯試訓並與列斯聯球員一同訓練，亦與前黑池領隊西蒙·加利臣故劍重逢。其後，他前往曾於2008年希望將他買入的美職聯球會多倫多FC試訓。3月3日，他與列斯聯簽訂短期合約並正式加盟。
奧咸
2010年6月7日迪哥夫獲英甲球會奧咸聘任為球員兼領隊，簽署12個月滾動合約，沒有帶領球隊經驗的迪哥夫，認為他在面試時實話實說的表現是其獲聘的主因。

## 國際賽
2000年10月7日，迪哥夫在2002年世界盃外圍賽對聖馬力諾的賽事中入替而首次代表蘇格蘭上陣。該年，他進一步在兩場賽事中後備入替，分別是在對克羅地亞和澳洲的賽事。隨著，他在球會正選上陣的次數減少，意味著他兩年來亦未有再獲蘇格蘭徵召。2002年9月，他在李斯特城的良好表現使他再度獲得徵召並在對法羅群島的賽事中首次代表蘇格蘭正選上陣。然而，他卻是以翼鋒的身份上陣，最終他在半場時就已被換下場，蘇格蘭最終只能與這隊國際足協世界排名低於62的球隊打成2-2平手。一年後，迪哥夫再次在對法羅群島的賽事中上陣並攻入其處子入球，協助蘇格蘭以3-1的比分勝出。他最近期代表蘇格蘭上陣已經是2004年10月以0-1的比分不敵挪威。他總共代表蘇格蘭上陣了10場及攻入1球。

## 踢球風格
雖然，迪哥夫是一名前鋒，不過他的不屈不撓比他的射術更為人所知。在2003年星期日獨立報的一次訪問中，他為他的踢球風格作出了以下的總結：「戰鬥的能力是我的賽事的一個主要部分。我知道自己的極限。我不是哪種得到球後便扭過5或6位球員的人和將球攻進天曉得的上方死角位。但是，無論我踢得怎樣，有百分之110能從我身上得到一件事，擾亂後衛和給他們基本的痛苦。」他的好鬥踢法獲得時任曼城領隊祖·萊爾稱他為「黃蜂」（The Wasp）。他在李斯特城則有「害蟲」（The Pest）的綽號。

## 私生活
迪哥夫與他的妻子珍納（Janet）結婚後育有3名小孩：12歲的羅倫（Lauren）、10歲的森姆（Sam）和麥斯（Max）。2004年3月，他與隊友基夫·基利士比和法蘭·冼佳亞被指控在西班牙拉曼賈訓練營訓練期間涉嫌性侵犯他人而被捕。據法醫檢測結果顯示，對3人的指控是錯誤的，他們亦因而獲釋。這件案5年後，迪哥夫說道這是他足球生涯裡「最黑暗的時期」（darkest period）。
據一來源顯示，迪哥夫的姓氏應是源自其保加利亞的祖父。

## 生涯數據
| 球會       | 球季     | 聯賽      | 聯賽 | 盃賽    | 盃賽 | 總計      | 總計 |
| 球會       | 球季     | 上陣      | 入球 | 上陣    | 入球 | 上陣      | 入球 |
| ---------- | -------- | --------- | ---- | ------- | ---- | --------- | ---- |
| 阿仙奴     | 1992/93  | 1 (2)     | 2    | -       | -    | 1 (2)     | 2    |
| 阿仙奴     | 1993/94  | 0 (1)     | 0    | -       | -    | 0 (1)     | 0    |
| 阿仙奴     | 1994/95  | 4 (5)     | 0    | 2 (2)   | 3    | 6 (7)     | 3    |
| 阿仙奴     | 1995/96  | 1 (6)     | 1    | -       | -    | 1 (6)     | 1    |
| 曼城       | 1996/97  | 25 (4)    | 5    | 3       | 0    | 28 (4)    | 5    |
| 曼城       | 1997/98  | 21 (9)    | 9    | 2 (1)   | 0    | 23 (10)   | 9    |
| 曼城       | 1998/99  | 25 (13)   | 12   | 5 (3)   | 3    | 30 (16)   | 15   |
| 曼城       | 1999/00  | 22 (12)   | 5    | 3       | 1    | 25 (12)   | 6    |
| 曼城       | 2000/01  | 15 (6)    | 4    | 2 (2)   | 1    | 17 (8)    | 5    |
| 曼城       | 2001/02  | 0 (7)     | 0    | 0 (1)   | 1    | 0 (8)     | 1    |
| 李斯特城   | 2001/02  | 11 (1)    | 4    | 0       | 0    | 11 (1)    | 4    |
| 李斯特城   | 2002/03  | 42        | 17   | 4       | 3    | 46        | 20   |
| 李斯特城   | 2003/04  | 28 (7)    | 11   | 4       | 2    | 32 (7)    | 13   |
| 布力般流浪 | 2004/05  | 27 (2)    | 10   | 6       | 1    | 37 (2)    | 11   |
| 布力般流浪 | 2005/06  | 17 (4)    | 4    | 4 (1)   | 2    | 21 (5)    | 6    |
| 曼城       | 2006/07  | 9 (6)     | 0    | 0 (2)   | 0    | 9 (8)     | 0    |
| 曼城       | 2007/08  | 0         | 0    | 0 (1)   | 0    | 0 (1)     | 0    |
| 水晶宮     | 2007/08  | 6 (3)     | 0    | 0       | 0    | 6 (3)     | 0    |
| 黑池       | 2007/08  | 7 (4)     | 6    | 0       | 0    | 7 (4)     | 6    |
| 李斯特城   | 2008/09  | 4 (16)    | 2    | 3 (3)   | 1    | 7 (19)    | 3    |
| 生涯總計   | 生涯總計 | 265 (108) | 92   | 38 (16) | 18   | 307 (124) | 110  |

## 榮譽
阿仙奴
- 歐洲盃賽冠軍盃冠軍：1994年

曼城
- 1998-99 乙級聯賽附加賽冠軍
- 1999-2000 乙級聯賽冠軍

李斯特城
- 英甲：2008/09

## 外部連結
- （英文）足球数据库：保羅·迪哥夫的球员统计数据

| 奖项与成就           | 奖项与成就                        | 奖项与成就         |
| -------------------- | --------------------------------- | ------------------ |
| 前任： 羅比·沙維治   | 李斯特城 季度最佳球員 2003年      | 繼任： 萊斯·費迪南 |
| 前任： 占士·史卡告魯 | 李斯特城首席射手 2002-03、2003-04 | 繼任： 大衛·干洛尼 |